# Claude Sarraute
Pour les articles homonymes, voir Sarraute.
Claude Sarraute, née le 24 juillet 1927 à Paris et morte le 20 juin 2023 dans la même ville, est une comédienne, journaliste et femme de lettres française.
Ancienne collaboratrice au journal Le Monde, Claude Sarraute est notamment connue du grand public pour sa participation aux émissions radiophoniques et télévisuelles Les Grosses Têtes de Philippe Bouvard puis On a tout essayé et On va s'gêner animées par Laurent Ruquier.

## Biographie

### Famille
Claude Sarraute est la fille de l'avocat Raymond Sarraute (1902-1985) et de l'écrivaine Nathalie Sarraute (1900-1999), née Natalia Ilinitchna Tcherniak d'une famille juive russe, figure de proue du Nouveau Roman.
Elle est la sœur d'Anne Sarraute (secrétaire de rédaction de La Quinzaine littéraire) et de Dominique Sarraute (photographe).
En 1948, elle épouse le journaliste et historien américain Stanley Karnow (1925-2013). Ils divorcent en 1955.
Le 17 mai 1957 dans le 16e arrondissement de Paris, elle épouse Christophe Tzara (1927-2018), le fils du dadaïste Tristan Tzara (1896-1963),, avec qui elle a deux fils : Laurent et Martin. Ils divorcent en 1966.
En 1967, elle épouse le philosophe et écrivain Jean-François Revel (1924-2006), avec qui elle a un fils, le haut fonctionnaire Nicolas Revel (né en 1966), et une fille, Véronique (née en 1968), que le couple a adoptée. Elle est par ailleurs la belle-mère du moine bouddhiste Matthieu Ricard. Elle a raconté avoir longtemps eu un amant, un journaliste allemand, prénommé Hans, tandis que son mari a eu plusieurs maitresses. Chacun a accepté tacitement que l'autre ait d'autres partenaires,,.

### Parcours
Après une scolarité à l'École alsacienne et des études en facultés de lettres et de droit à Paris, Claude Sarraute passe une licence d'anglais et entame en 1949 une carrière de comédienne de théâtre, qu'elle abandonne en 1952.
Elle se lance finalement dans le journalisme, tout d'abord par des collaborations avec des journaux anglais (notamment le Sunday Express qu'elle intègre en 1953 en tant que correspondante à Paris), comme journaliste culturelle puis chroniqueuse et éditorialiste au quotidien Le Monde où elle s'occupe de la rubrique Spectacles et de la rubrique Télévision pendant douze ans, puis jusqu'en 1992 de la rédaction de billets d'humeurs quotidiens sous le nom de « Sur le Vif » (réunis en 1985 dans le recueil Dites donc !) puis d'une chronique hebdomadaire intitulée « Quelle Histoire ! ».
En 1987, elle devient sur Antenne 2 l'une des cinq chroniqueuses de la rubrique quotidienne « Télématines » dans Télématin, en alternance avec Christiane Collange, Françoise Xenakis, Irène Frain et Catherine Hermary-Vieille.
En 1991, elle s'essaie au journalisme de télévision en interviewant l'homme politique Georges Marchais dans l'émission L'Heure de vérité.
Après avoir été pensionnaire dans l'émission de radio Les Grosses Têtes sur RTL pendant de nombreuses années, elle fait partie de la « Bande à Ruquier », c'est-à-dire des chroniqueurs qui ont participé aux émissions de radio de Laurent Ruquier sur France Inter, de 1995 à 1999 et sur Europe 1, de 1999 à 2014, ainsi qu'à son émission de télévision On a tout essayé sur France 2 de 2000 à 2007. Elle fait une pause après la mort de son mari en 2006.
Le 8 mars 2011, à l'occasion de la journée internationale des femmes, Claude Sarraute remplace exceptionnellement Anne-Solenne Hatte à la présentation du JT décalé d'I-Télé.

### Fin de carrière
En raison de problèmes de santé, Claude Sarraute est absente de l'antenne d'On va s'gêner d'octobre 2012 au 8 mars 2013 et depuis septembre 2013, malgré un retour le 3 décembre 2013, le 12 février 2014 et le 17 février 2014, lors d'émissions en direct. Elle y revient le 21 mai 2014 et le 25 juin 2014.
Le 10 septembre 2014, elle fait son retour dans l'émission Les Grosses têtes, et suit Laurent Ruquier d'Europe 1 à RTL Sa dernière participation à l'émission remonte à mars 2018. Le 21 janvier 2017, elle est l'invitée de Ruquier lors de l'émission On n'est pas couché ; elle y présente son livre Encore un instant.
En 2019, elle déclare ne plus parvenir à marcher, ni voir ni entendre.

### Mort
Claude Sarraute meurt dans la nuit du 19 au 20 juin 2023 à son domicile parisien situé sur l'île Saint-Louis, à l'âge de 95 ans,,. Elle est inhumée au cimetière du Montparnasse (division no 10) dans la même sépulture que son époux, Jean-François Revel, mort en 2006.
Ses obsèques ont lieu dans la plus stricte intimité.

## Publications
- Dites donc !, J.-C. Lattès, 1985
- Allô, Lolotte, c'est Coco, Flammarion, 1987
- Maman coq, Flammarion, 1989
- Mademoiselle, s'il vous plaît !, Flammarion, 1991
- Ah ! l'amour, toujours l'amour, Flammarion, 1993
- Sarraute, la nana de l'année, Flammarion, 1993
- Papa qui ?, Flammarion, 1995
- Des Hommes en général et des femmes en particulier, Plon, 1996
- C'est pas bientôt fini !, Plon, 1998
- Dis, est-ce que tu m'aimes ?, Plon, 2000
- Dis voir, Maminette…, Plon, 2003
- Belle belle belle, Plon, 2005
- Avant que t'oublies tout !, avec Laurent Ruquier, Plon, 2009
- Encore un instant, Flammarion, 2017

## Filmographie
- Enquête d'audience (1997)
Court-métrage de Laurent Pellicer avec Bruno Masure, Jean-Claude Dreyfus, Christine Bravo, Maureen Dor, Roger Gicquel…
- La presse est unanime (2004)
Comédie de Laurent Ruquier avec Isabelle Alonso, Steevy Boulay, Isabelle Mergault, Raphaël Mezrahi, Gérard Miller… Ce film est la captation de la pièce de boulevard en 4 actes jouée en 2003 au théâtre des Variétés puis en tournée en France et en Europe. Claude Sarraute y joue le rôle de Geneviève Trouparent, critique au journal Le Monde.
- Une vieille maîtresse (2005, sortie en 2007)
 Film de Catherine Breillat (d'après le roman de Barbey d'Aurevilly) avec Asia Argento, Fu'ad Aït Aattou, Roxane Mesquida, Yolande Moreau, Michael Lonsdale… Claude Sarraute y joue le rôle de la marquise de Flers.

## Radio
- Les Grosses Têtes (RTL, 1985-1995), émission de Philippe Bouvard[3] qui, en tant que journaliste, fut le premier parrain de Claude Sarraute.
- Rien à cirer (France Inter, 1995), émission de Laurent Ruquier.
- Changement de direction (France Inter, 1996), émission de Laurent Ruquier.
- Dans tous les sens (France Inter, 1997), émission de Laurent Ruquier.
- On va s'gêner (Europe 1, 1999-2014), émission de Laurent Ruquier.
- Les Grosses Têtes (RTL, 2014-2018), émission de Laurent Ruquier.

## Télévision
Voici quelques apparitions de Claude Sarraute à la télévision :
- Apostrophes (Antenne 2) en 1985 pour son livre Dites donc !
- Comme sur un plateau (Antenne 2) à partir du 20 septembre 1987, la partie matinale de Dimanche Martin, aux côtés complices de Jacques Martin, et du fils de ce dernier, David ["mon chéri"] Martin, aux fourneaux et en tabliers pour une recette de cuisine entre deux chroniques souvent délirantes sur l'actualité culturelle du moment ;
- Les Grosses Têtes (TF1) en 1992 : sociétaire de l’émission
- Le Grand Bluff de Patrick Sébastien le 26 décembre 1992.
- On a tout essayé animée par Laurent Ruquier (France 2) : chroniqueuse de l’émission de septembre 2000 à juin 2007.
- Questions pour un champion (France 3) du 25 février 2003, avec toute l'équipe de On a tout essayé.
- Tout le monde en parle (France 2) du 3 mai 2003.
- Y'a un début à tout (France 2) du 25 mai 2003.
- Les 40 ans de la 2 (France 2), 1er novembre 2004.
- On ne peut pas plaire à tout le monde (France 3) du 20 mars 2005.
- Ça se discute jour après jour (France 2) du 30 janvier 2006 - Thème : « Comment vivre quand on n’a plus de mémoire ? »
- 93, faubourg Saint-Honoré du 5 et 13 mars 2007
- En aparté (Canal+) du 24 mai 2007
- On n'a pas tout dit (France 2) : chroniqueuse de janvier à juin 2008.
- Le Magazine de la santé (France 5) du 3 septembre 2008.
- L'Objet du scandale (France 2) du 28 septembre 2008.
- Le Grand Journal, la suite (Canal+) du 17 novembre 2009.
- Vivement dimanche (France 2) du 29 novembre 2009.
- Panique dans l'oreillette (France 2) du 2 décembre 2009.
- Thé ou Café (France 2) du 6 décembre 2009.
- On a tout révisé (France 2) du 29 décembre 2009.
- Toutes les images de notre vie (France 2) du 12 janvier 2010.
- On va s'gêner (France 4) de février 2010.
- Complément d'enquête (France 2) du 29 mars 2010.
- On a tout révisé (France 2) du 12 juillet 2010.
- On a tout révisé (France 2) du 25 septembre 2010.
- Le JT Décalé (I-Télé) du 8 mars 2011.
- On a tout révisé (France 2) du 31 mai 2011.
- On n'demande qu'à en rire (France 2), passage dans l'émission en tant qu'invitée du sketch de Jérémy Ferrari avec comme sujet : « Canicule, il faut faire boire mamie » le 23 juillet 2011.
- On n'demande qu'à le connaître (France 2) le 27 décembre 2012 (documentaire sur Laurent Ruquier et réalisé par Gérard Miller).
- On n'est pas couché (France 2) le 21 janvier 2017.

## Théâtre
- 1948 : Akara de Romain Weingarten, théâtre Tristan Bernard
- 2002 : La Presse est unanime de Laurent Ruquier, mise en scène Agnès Boury, théâtre des Variétés

## Presse écrite
- Le Monde de 1953 à 1986.
- Psychologies magazine de 1998 à 2004.